# Галаксиевые
Гала́ксиевые (лат. Galaxiidae) — семейство лучепёрых рыб, единственное в отряде галаксиеобразных (Galaxiiformes).

## Ареал
Прибрежные районы и пресноводные водоёмы южного полушария — южной Австралии, Тасмании и Новой Зеландии, Южной Америки и южной Африки. Galaxias maculatus является, вероятно, наиболее распространенной из пресноводных рыб в природе.

## Классификация
В составе семейства галаксиевых выделяют три подсемейства с 7 родами и 50 видами:
- Подсемейство Galaxiinae
  - Род Брахигалаксии (Brachygalaxias Eigenmann, 1928)
  - Род Галаксии (Galaxias Cuvier, 1816)
  - Род Галаксиэллы  (Galaxiella McDowall, 1978)
  - Род Неоханны (Neochanna Günther, 1867)
  - Род Парагалаксии (Paragalaxias Scott, 1935)
- Подсемейство Lovetiinae (монотипическое)
  - Род Ловеттии (Lovettia)
    - Ловеттия (Lovettia sealii)
- Подсемейство Aplochitoninae (монотипическое)
  - Род Аплохитоны (Aplochiton Jenyns, 1842)
    - Полосатый аплохитон (Aplochiton taeniatus Jenyns, 1842)
    - Аплохитон-зебра (Aplochiton zebra Jenyns, 1842)